# Emmy Göring
Emma Johanna Henny Emmy Göring (rođena Sonnemann) (Hamburg, 24. ožujka 1893. – München, 8. lipnja 1973.) bila je njemačka glumica i druga supruga zapovjednika njemačkog vojnog zrakoplovstva (Luftwaffe) Hermana Göringa.
Služila je kao hostesa Adolfa Hitlera pa je poznata kao neslužbena Prva dama Trećeg Reicha uz Magde Goebbels.

## Rani život
Rođena je kao Emma Sonnemann u Hamburgu u obitelji bogata prodavača. Poslije školovanja postala je glumica u Narodnom kazalištu u Weimaru.
Udala se za glumca Karla Köstlina 13. siječnja 1916. u Trstu u Italiji. Otada je bila poznata kao Emmy Köstlin. U svojoj je autobiografiji napisala da su ona i Köstlin ubrzo shvatili da su se bolje slagali kao prijatelji te su se odvojili. Rastali su se 1926. godine.

## Brak s Hermannom Göringom
Udala se za istaknuta nacista i šef Luftweffea, Hermanna Göringa, 10. travnja 1935. te postala Emmy Göring. Ovo je bio i Göringov drugi brak jer je njegova prva žena, Carin, umrla u listopadu 1931. godine. Dobila je netraženo mjesto u Nacionalsocijalistočkoj stranci tijekom Božića 1938.
Njihova se kći Edda Göring rodila 2. lipnja 1938.

### Prva dama Trećeg Reicha
Emmy Göring služila je kao Hitlerova hostesa na mnogim državnim funkcijama prije Drugog svjetskog rata. To i njezina tvrdnja da je Prva dama Trećeg Reicha rezultiralo je neprijateljstvom između nje i Hitlerove buduće žene, Eve Braun, kojoj je prkosila i otvoreno prezirala.
Hitler je stoga izdao ljute zapovijedi Hermannu Göringu zahtijevajući da se Emmy Göring prema njoj ponaša s više poštovanja. Jedan od ishoda njezina ponašanja jest to što nije bila pozvana u Hitlerovo bavarsko prebivalište, Barghof. Eva Braun navodno joj nikad nije oprostila što je preuzela ulogu Prve dame.
Kao žena jednog od najbogatijih i najmoćniji ljudi u Europi dobivala je mnogo javne pažnje, konstantno su je fotografirali, a živjela je raskošnim životom duboko u Drugi svjetski rat.
Po završetku je rata osuđena na godinu dana zatvora jer je optužena da je nacist. Kada je izašla, 30 posto njezine imovine bilo je konfiscirano i bila je izbačena s estrade na pet godina.

## Posljednje godine i smrt
Uspjela si je osigurati malen stan u Münichu gdje je ostala ostatak života. U posljednjim je godinama patila od išijasa. Napisala je autobiografiju An der Seite meines Mannes (1967.).
Umrla je u Münichu 8. lipnja 1973.